# Koulenberg
De Koulenberg (spreek uit: 'Koelenberg') is een heuvel in het Heuvelland gelegen in de gemeente Voerendaal in het zuiden van de Nederlandse provincie Limburg. De heuvel is de zuidelijkste uitloper van het Centraal Plateau en heeft een maximale hoogte van 141,2 meter boven NAP. De naam van de heuvel komt van de buurtschap Koulen die op de top van de heuvel is gelegen.
De Koulenberg ligt ten noorden van Schin op Geul, ten oosten van Walem, ten zuiden van Klimmen en ten westen van Ransdaal. De heuvel vormt een deel van de noordelijke dalwand van het Geuldal, op het punt waar deze doorsneden wordt door het Ransdalerveld en steekt daardoor uit boven beide laagten. Aan de noordelijke zijde wordt de Koulenberg voorts begrensd door een klein droogdal dat noordoostelijk afloopt richting het beekdal van de Hoensbeek. Op de hellingen van de Koulenberg liggen een aantal kleine hellingbossen, waarvan het Krekelsbos op de zuidelijke helling het grootste is. Ook loopt op de helling de spoorlijn Heerlen - Schin op Geul. De Koulenbergsweg is een steile beklimming vanuit Ransdaal die populair is in de wielersport.
Ten westen van de Koulenberg, gescheiden door Walem, liggen de Goudsberg en de Schaelsberg, die ook deel uitmaken van het Centraal Plateau.